# Aldo Mazza

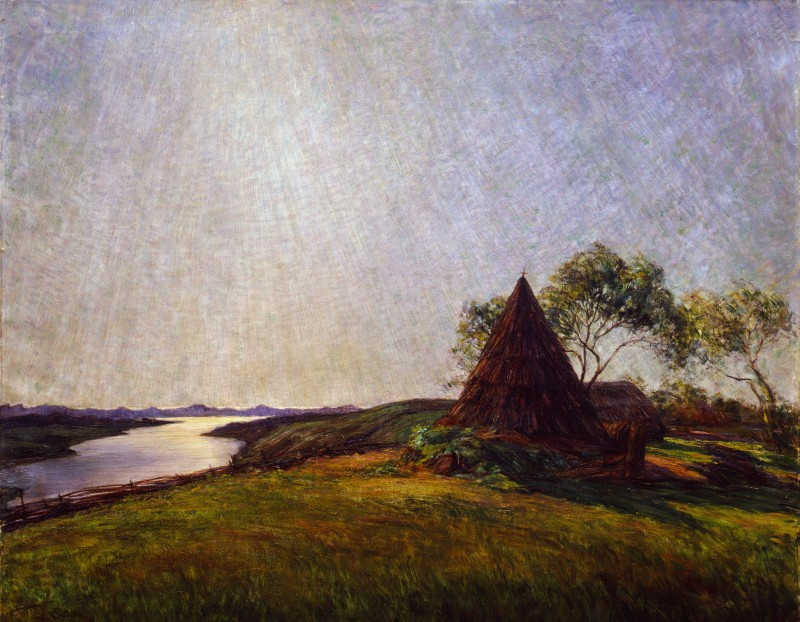
Aldo Mazza, Paesaggio, 1938

Aldo Mazza (Milano, 6 luglio 1880 – Gavirate, 26 luglio 1964) è stato un pittore, pubblicitario e illustratore italiano.

## Biografia
Era figlio di Adelio, ragioniere e poeta dialettale, e nipote del pittore di scuola romantica Giuseppe Mazza (1817-1884), che aveva avuto come maestro Francesco Hayez. Anche suo prozio Salvatore, fratello di Giuseppe, era pittore, caricaturista e animalista, ed anche scrittore e critico d'arte. Aldo Mazza crebbe in un'atmosfera segnata dall'arte e dal patriottismoː suo padre e suo zio avevano partecipato alla difesa di Milano, contro gli austriaci del maresciallo Josef Radetzky. All'Accademia di Brera ebbe come maestro Cesare Tallone. Si dedicava alla pittura e intanto illustrava libri per bambini, per l'editore Vallardi. Ideò i disegni satirici per La partenza del crociato.

### Caricaturista
Il primo incarico come autore di vignette satiriche lo ebbe dal "Guerin Meschino", testata con la quale collaborò per più di venti anni; disegnò anche per "Il Numero", per "L'Illustrazione Italiana", per "Il Secolo" (dal 1924) e per "Il Pasquino". Era legato al gruppo dei caricaturisti del "Frigidarium". Partecipò alla "Grande Mostra Italiana di Caricatura e di Umorismo", nel 1914, organizzata dal giornale "Il Numero". Nel 1983, a Milano, fu allestita la mostra La satira politica nei disegni di Aldo Mazza.

### Cartellonista
Lavorò come cartellonista soprattutto per la ditta bolognese Chappuis, per le Arti grafiche Bertarelli, per la Ricordi e per la Montecatini, realizzando una sessantina di manifesti, fra pubblicitari e politici; ideò inoltre cartelloni teatrali, calendari (famoso quello del 1917, per dell'Unione Cooperativa di Milano) e cartoline in cromolitografia. Titoli di alcuni suoi cartelloni: Birra Italia, Lubrificanti Shell, Articoli per la Fotografia Ganzini, Biciclette Bianchi, La Rinascente, Credito Italiano, Magazzini Vittoria.
Disegnò su cartolina una campagna pubblicitaria della Shell e durante la Grande guerra realizzò cartoline per il Prestito Nazionale. Un gruppo consistente di suoi manifesti, realizzati durante la Grande guerra, come Non lasciatemi mancare le munizioni! (1917), sono a Roma, alla Biblioteca di Storia Moderna e Contemporanea. In un cartellone del 1918 è raffigurato un bambino nudo, elmetto sulla testa, che raccoglie con la scopa soldatini vestiti con uniformi austriache. 
Altri manifesti di Mazza si conservano alla Biblioteca comunale centrale di Milano e al Museo nazionale Collezione Salce di Treviso.

### Pittore
Aldo Mazza presentò all'esposizione di Torino del 1911 un ritratto di sua moglie. Il suo dipinto Del Vespero, influenzato dal divisionismo, fu esposto alla Biennale di Venezia del 1906. Nel 1924, alla Villa Reale di Monza, partecipò alla Mostra del ritratto femminile contemporaneo. Ottenne una mostra personale alla Galleria "Pesaro" a Milano, nel 1935. Suoi dipinti furono presentati all'Accademia di Belle Arti di Brera e alla I Mostra internazionale d’arte coloniale, a Roma. I suoi soggetti preferiti erano le figure femminili, i paesaggi, le composizioni floreali.
Del 1912 è “Ritratto di donna in tunica nera” (proprietà Belotti-La Villa).
Nel 1978, alla Galleria Internazionale di Varese, alla mostra Amore di terra varesina, sono stati esposti ritratti dipinti da Mazza. Nel 1983, a Milano, si allestì la mostra La satira politica nei disegni di Aldo Mazza.

### Opere in musei
Una collezione di calendari e di cartoline è alla Civica raccolta delle stampe Achille Bertarelli, a Milano. La collezione di manifesti pubblicitari di Ferdinando Salce (circa 25.000 pezzi, raccolti dal 1895 al 1962), oggi al Museo nazionale Collezione Salce conta decine di manifesti di Aldo Mazza. Lettere e documenti che lo riguardano si conservano nel Fondo Vespasiano Bignami, alla Biblioteca d'Arte del Castello Sforzesco.
Al Museo nazionale della scienza e della tecnologia Leonardo da Vinci di Milano, nel 1975, per legato testamentario di Paola Farnesi, vedova di Aldo Mazza, arrivarono in blocco: l'arredamento completo della sala da pranzo dell'appartamento di Paola Farnesi in Milano, piazza Duse n. 1, e 12 dipinti di Aldo Mazza, insieme ad alcuni dipinti di Salvatore e di Giuseppe Mazza. I quadri di Aldo Mazza sono:
- Autoritratto, 1924
- Il Mercato di Tripoli, 1931
- Mare di Tripoli, 1931
- Paesaggio di Tripoli, 1931
- Testa di donna con cappello, 1924
- Vaso con fiori, 1928
- Donna in abito lilla, 1924,
- Al sole, 1928
- La carezza dell'amore, 1932
- Autoritratto, 1934
- Donna velata, 1937
- Donna nuda che raccoglie la frutta, 1937

### Aldo Mazza
- Giovanni Piazzi, Mare nostro, Milano, Enrico Trevisini, post 1900, SBN NAP0646604. Acquarelli di Aldo Piazza. Libro di lettura per scuole elementari in luoghi marittimi.
- Guido Fabiani, Mani nere e cuor d'oro: racconto per i fanciulli, Milano, Vallardi, 1905, SBN TO01824160. Acquarelli del pittore Aldo Mazza.
- Nina Barengo, Lupo Mannaro: storia di una famiglia reietta, Milano, A. Vallardi, 1920, SBN LO10733146. Illustrazioni di Aldo Mazza.
- Aldo Mazza, Titolo La palude pontina. Venti impressioni dal vero, Roma, Società "Bonifiche pontine", 1920, SBN RAV0166697. Introduzione di Francesco Sapori.
- Aldo Mazza, Riproduzione dei disegni, ritratti, quadri e studi, Milano, Associazione Nazionale C. Beccaria, 1928, SBN CUB0443785. Prefazione di Innocenzo Cappa.
- Aldo Mazza: Galleria Bardi, Milano, 18 dicembre 1928-3 gennaio 1929, Milano, Arti grafiche Bertarelli, 1929, SBN LO10796507.
- Guido Fabiani, Mani nere e cuor d'oro: racconto per i fanciulli, Milano, A. Vallardi, 1932, SBN LO10732239. Con acquarelli del pittore Aldo Mazza
- Galleria Pesaro, Mostra del pittore Aldo Mazza: Milano, Galleria Pesaro 2 marzo-17 marzo 1935, Milano, Arti grafiche Bertarelli, 1935, SBN LO10808558.
- Aldo Mazza, Cuota Pecetto: storia umoristica in 18 tavole di un Tartarin italiano alla conquista del monte Rosa, Milano, Bramante editrice, 1970, SBN SBL0425544. Didascalie di Arturo Toscanini.
- A. Garavaglia, I Mazza: 1817-1964. Arte, poesia, costume, storia di una famiglia, Gavirate, Grafiche L.C.G., 2000, SBN LO10515393.
- Rosanna Ruscio, MAZZA, Aldo, in Dizionario biografico degli italiani, vol. 72, Roma, Istituto dell'Enciclopedia Italiana, 2008. URL consultato il 28 agosto 2017.

### Opere generali
- Pepa Sparti (a cura di), L'Italia che cambia attraverso i manifesti della raccolta Salce: Milano, 12 settembre - 29 ottobre 1989., Firenze, Artificio s.r.l., 1989, SBN IEI0018406. Testi di Alberto Abruzzese
- Catalogo Bolaffi del Manifesto Italiano. Dizionario degli illustratori, Torino, Giulio Bolaffi Editore, 1995, SBN REA0035857.
- Giampiero Mughini, Maurizio Scudiero (a cura di), Il manifesto pubblicitario italiano. Da Dudovich a Depero, 1890-1940, Milano, Nuova Arti Grafiche Ricordi, 1997, SBN MIL0348278.